# Territorio di Brescia
Il Territorio di Brescia era il nome della territorio bresciano durante il periodo di sottomissione alla Repubblica di Venezia, dal 1426 al 1797.

## Il Territorio
Il Territorio esercitava in maniera diversa il potere sulla sua giurisdizione, dato che molti comuni, oltre alle valli e alla Riviera di Salò, godevano di autonomie anche molto estese.
Il Territorio era retto da un consiglio di 70 membri, che nominava tra gli altri due sindaci generali biennali, un massaro, un avvocato, un tesoriere e un rappresentante a Venezia.
A sua volta il Territorio si divideva in 21 quadre, reggimenti e in un numero variabile di Vicinie, intorno a 170.
Le quadre a differenza di Vicinie, Territori separati (Val Trompia, Sabbia, Camonica, Magnifica Patria, entità dotate di statuti con privilegi daziari e di altro genere) e reggimenti erano divisioni fiscali del territorio sulla base dei quali veniva calcolato il contributo della zona in ragione del fabbisogno del Territorio.
Esempio è la quadra di Nave comprendente Nave, Bovezzo, Concesio, San Vigilio che di per sé erano Vicinie a sé stanti e come la quadra di Villa che comprendeva Villa Cogozzo e Carcina, due Vicinie diverse che erano a loro volta, a differenza di Concesio e San Vigilio, nel Territorio separato della Val Trompia.
Gli uffici che si occupavano della verifica dei conti delle entità territoriali sopra menzionate era in Brescia, in Tresanda del Territorio, all'angolo con via Cavalletto.